# Salvia karwinskii
Salvia karwinskii es una especie de planta herbácea perennifolia perteneciente a la familia de las lamiáceas. Es originaria de los bosques húmedos montañosos de México, Guatemala, Honduras, El Salvador y Nicaragua, donde crece en los bosques de pino o roble a una altitud de 1.200 a 2.400 metros. 

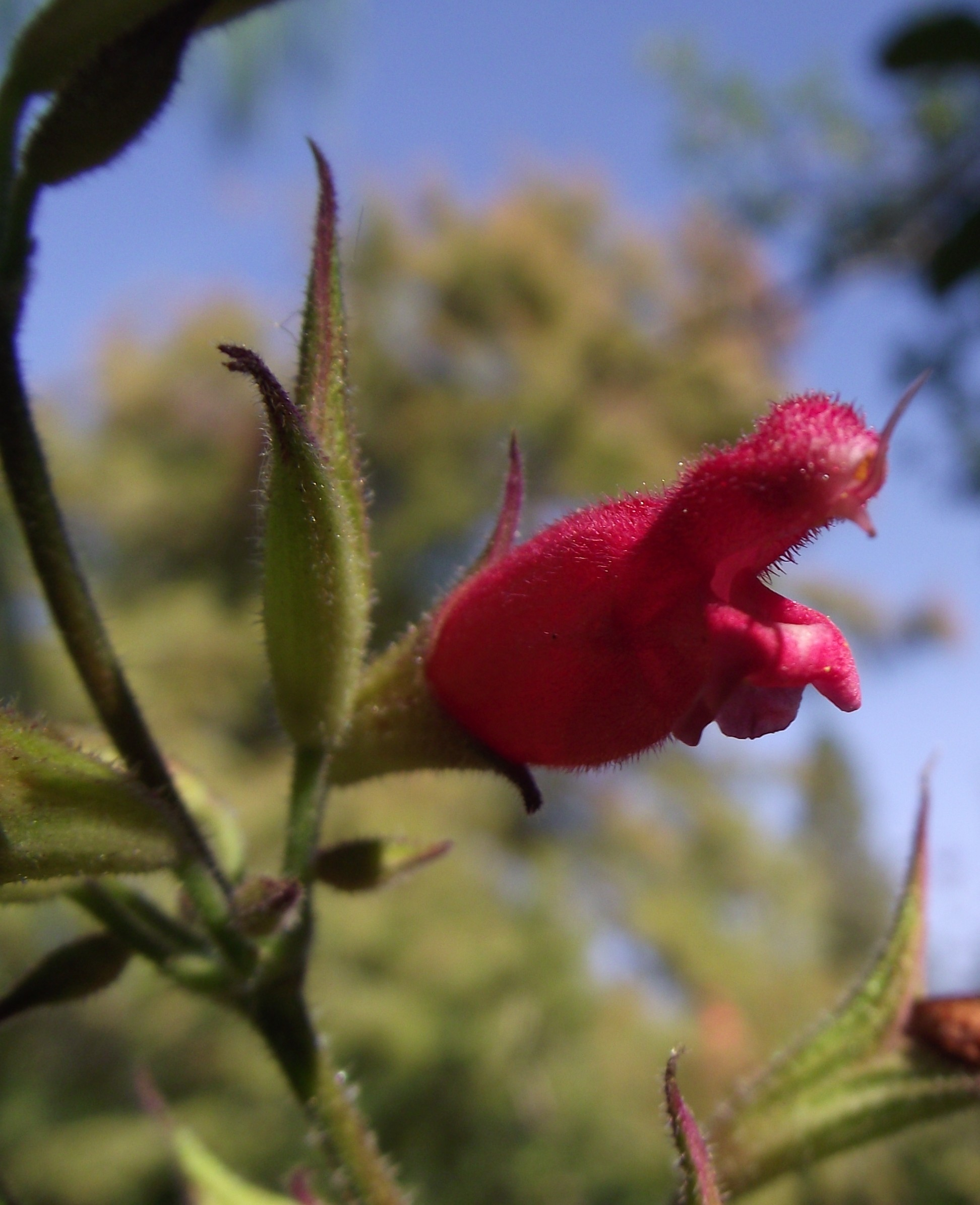
Inflorescencia

## Descripción
Se le conoce como una planta productora de miel en esas áreas, pero rara vez se ve en los jardines privados. Las muestras se cultivan en Strybing Arboretum, Huntington Botanical Garden, y University of California Botanical Garden.
En los jardines de California, alcanza 2,4 metros de alto y 1,2 m de ancho, y en la naturaleza que alcanza hasta 3,7 m. Las flores se inflan y tienen dos labios, que varían en color desde rojo ladrillo, rosa-rojo, el escarlata, y se encuentra hasta 15 en racimos. El cáliz es de un llamativo color rojo oscuro, alrededor de 1,3 cm de largo. Los tallos y peciolos de las hojas tienen pelos cortos lanosos, haciendo que aparezcan grises. Las hojas son ásperas y perennes, con vetas en la parte inferior y con pelos de color crema.

## Taxonomía
Salvia karwinskii fue descrita por George Bentham y publicado en Labiatarum Genera et Species 725. 1835.
Etimología
Ver: Salvia
karwinskii: epíteto otorgado en honor del botánico alemán; Wilhelm Friedrich von Karwinsky von Karwin.
Sinonimia
- Salvia erythrostephana Epling
- Salvia lindenii Benth.
- Salvia siguatepequensis Standl.[3][4]